# André Faria
André Faria é um diretor, produtor de cinema, diretor de fotografia, ator e roteirista brasileiro. 
Também é coordenador técnico do curso de cinema e televisão da Escola Superior Sul Americana de Cinema e Televisão do Paraná (CINETVPR/FAP).

## Trabalhos no cinema
- Roleta Russa (1972) (fotógrafo e produtor)
- Prata Palomares (1972) (diretor e roteirista)
- América do Sexo (1969) (fotógrafo e ator)
- Memória de Helena (1969) (fotógrafo)
- Os Marginais (1968)  (diretor de produção)

## Prêmios e indicações
Festival de Brasília (1979)
- Vencedor (troféu Candango): Melhor Diretor, por Prata Palomares[1]